# Jaskier (postać)
Jaskier, właśc. Julian Alfred Pankratz, wicehrabia de Lettenhove – fikcyjna postać z cyklu opowiadań i powieści Andrzeja Sapkowskiego o przygodach wiedźmina Geralta z Rivii.
W rolę Jaskra w  i serialu filmie Wiedźmin i jego serialowej wersji, a także w niezależnej produkcji Pół wieku poezji później wcielił się Zbigniew Zamachowski, natomiast w grze Wiedźmin, jej kontynuacji Wiedźmin 2: Zabójcy królów oraz ostatniej z gier – Wiedźmin 3: Dziki Gon – głosu użyczył mu Jacek Kopczyński.
W serialu Wiedźmin w roli Jaskra wystąpił Joey Batey.

## Informacje ogólne i historia
Jaskier (czy też raczej wicehrabia Julian de Lettenhove) jest w świecie wiedźmina szeroko znanym i popularnym bardem i trubadurem, „słynnym od Buiny po Jarugę po dworach, kasztelach, zajazdach, oberżach i zamtuzach”, autorem wielu wierszy, ballad, pieśni i gawęd. Jest przyjacielem głównego bohatera, Geralta, przeżywającym z nim wiele przygód i często wplątującym go w różnorakie kłopoty. Grywał między innymi na dworach królów Niedamira, Vizimira i Venzlava.
Jaskier jest synem hrabiny de Lettenhove. Ma niespełna czterdzieści lat. Sigismund Dijkstra mówi o nim, iż "Ma lat blisko czterdzieści, wygląda na blisko trzydzieści, wyobraża sobie, że ma nieco ponad dwadzieścia, a zachowuje się jakby miał niecałe dziesięć. Nauczył się pisać w szkółce przyświątynnej w wieku lat ośmiu, zaś pierwsze rymy i melodie zaczął układać w wieku lat dziewiętnastu pod wpływem miłości do kontessy de Stael. Musi używać pseudonimu Jaskier po tym, jak uwiódł księżną Toussaint, Annę Henriettę, i musiał uciekać przed gniewem jej męża, Rajmunda, który obiecał żonie zabicie barda, wyrwanie mu serca i zmuszenie jej do zjedzenia go.
Jaskier studiował przez cztery lata wszystkie siedem sztuk wyzwolonych na Uniwersytecie w Oxenfurcie i uzyskał dyplom ukończenia studiów. Wykładał tam także przez rok w Katedrze Truwerstwa i Poezji. Zasłynął również jako pijak i hulaka.
Przez pewien czas mieszkał u Vespuli – młodej kobiety z Novigradu, która wyrzuciła go dowiedziawszy się o jego zdradzie.
Od czasu do czasu szpieguje też dla Sigismunda Dijkstry – szefa tajnych służb króla Vizimira Redańskiego.
Jaskier zna prawie od dziecka poetkę Essi Daven (znaną pod pseudonimem „Oczko”).

## Wygląd i charakter
Jaskier jest przystojnym, jasnowłosym mężczyzną o dźwięcznym głosie i perlistym śmiechu. Czasami bywa mylony z elfem.
Ubiera się modnie. Często nosi barwne kubraki o bufiastych rękawach i koronkowych mankietach. Na głowie ma najczęściej „fantazyjny kapelusik koloru śliwki ze srebrną klamrą i białym czaplim piórem”. Przez plecy ma przewieszoną swą nieodłączną lutnię – dar elfki Toruviel z Dol Blathanna.
Jaskier jest wyjątkowym kobieciarzem – bezceremonialnie kokietuje kobiety, począwszy od usługujących w karczmach dziewek przez czarodziejki aż po wysoko urodzone szlachcianki. Chociaż wszystkie kobiety z pozoru traktuje z kurtuazją, nie waha się przed kpieniem z nich za ich plecami. Mimo to istnieje kilka kobiet, które bard traktuje ze szczerym szacunkiem – Yennefer, Milva, Essi Daven. Często daje do zrozumienia, że według niego niewiasty żyją wyłącznie po to, by służyć mężczyznom ciałem. Uważa, że mężczyzna nie jest stworzony do monogamii.
Jest wykształcony, zna się między innymi na heraldyce, muzyce oraz poezji. Jest utalentowany pisarsko. Uważa się za filozofa, często wyraża się z patosem.
Ma skłonności do przesady i histerii, jest megalomanem przewrażliwionym na punkcie swojej osoby.
Jaskier jest jednak postacią pozytywną: choć nie jest wojownikiem i przeważnie stara się unikać konfliktów oraz bitek, kilka razy udowodnił męstwo oraz wierność przyjaciołom. W opowiadaniu Kraniec świata, kiedy on i Geralt zostali schwytani przez grupę wrogich elfów, Jaskier miał szansę ocalić życie; mimo to wolał zostać u boku Geralta i narazić się na śmierć. Wyruszył też z wiedźminem w podróż do Nilfgaardu, aby ratować Dziecko Przeznaczenia, Ciri, chociaż uważał sprawę za z góry przesądzoną i beznadziejną.

## Dzieła Jaskra
- Pół wieku poezji – wspomnienia Jaskra dotyczące jego życia
- Gwiazdy nad traktem – ballada miłosna
- Tam gdzie diabeł mówi dobranoc
- Czas księżyca – zbiór wierszy
- Kwiat Ettariel lub Nadobna Ettariel – ballada śpiewana przez Jaskra brokilońskim driadom
- O królowej Marienn i Czarnym Kruku
- O wesołej młynareczce
- Niedole miłowania – zbiór wierszy
- Nieuchwytna – ballada śpiewana przez Jaskra na wyspie Thanned
- Wieczny Ogień lub Zima – ballada śpiewana przez Jaskra w Novigradzie
- Brzmi głucho serce dzwonu... – pieśń, którą Jaskier układał w czasie polowania na morskie potwory razem z Geraltem
- Ballady o Lwiątku z Cintry (powieść Krew elfów)